# Atexacapa
Atexacapa är en ort i Mexiko.   Den ligger i kommunen Eloxochitlán och delstaten Puebla, i den sydöstra delen av landet, 250 km öster om huvudstaden Mexico City. Atexacapa ligger 1 598 meter över havet och antalet invånare är 689.
Terrängen runt Atexacapa är bergig österut, men västerut är den kuperad. Terrängen runt Atexacapa sluttar österut. Runt Atexacapa är det ganska tätbefolkat, med 144 invånare per kvadratkilometer. Närmaste större samhälle är Tecpantzacoalco, 8,4 km sydväst om Atexacapa. I omgivningarna runt Atexacapa växer i huvudsak städsegrön lövskog.